# Henri Pélissier
Henri Pélissier, född den 22 januari 1889 i Paris, död den 1 maj 1935 i Dampierre-en-Yvelines, var en fransk landsvägscyklist som vann Tour de France totalt 1923 och därtill tog sammanlagt sex segrar i monumenten: Paris–Roubaix 1919 och 1921, Milano–Sanremo 1912, samt Lombardiet runt 1911, 1913 och 1920. Meritlistan omfattar också segrar i Paris–Bryssel 1920, Bordeaux–Paris 1919, Milano–Torino 1911 och Paris–Tours 1922, samt ett franskt landsvägsmästerskap 1919.
Pélissier var inte bara känd för sina resultat, utan även för sitt temperament och han låg ständigt i fejd med tourens skapare och direktör, Henri Desgrange. 
Även Pélissiers bröder Francis (fransk mästare på landsväg tre gånger, vinnare av Paris-Tours 1921, Bordeaux-Paris 1922 och 1924, samt två etapper i Tour de France) och Charles (16 etappsegrar i Tour de France) var framgångsrika tävlingscyklister (hans tredje bror, Jean, omkom 1915 i första världskriget).
1933 begick Pélissiers fru självmord och två år senare blev han skjuten till döds av sin nya flickvän (med samma pistol som hustrun använt) under ett gräl där han hotat henne med kniv.

## Meriter
| 1911 Vinnare av Giro di Lombardia Vinnare av Milano-Torino 1912 Vinnare av Milano-Sanremo 2:a totalt i Tour de Belgique Vinnare av etapperna 1 och 4 1913 Vinnare av Giro di Lombardia Vinnare av etapp 3 i Tour de France 10:a i Paris-Tours 1914 2:a totalt i Tour de France Vinnare av etapperna 10, 12 och 15 1917 Vinnare av Trouville-Paris 2:a i Giro di Lombardia 1919 Vinnare av Paris-Roubaix Vinnare av Bordeaux–Paris Fransk mästare på landsväg Vinnare av etapp 2 i Tour de France Vinnare av GP de la Loire 2:a i Giro della Provincia Milano (med Francis Pélissier) 6:a i Paris-Tours | 1920 Vinnare av Giro di Lombardia Vinnare av Paris-Bryssel Vinnare av etapperna 3 och 4 i Tour de France Vinnare av GP de la Loire 2:a i Milano-Sanremo 2:a vid Franska mästerskapen på landsväg 6:a i Paris-Roubaix 1921 Vinnare av Paris-Roubaix 2:a vid Franska mästerskapen på landsväg 2:a i Giro della Provincia di Milano (med Francis Pélissier) 3:a i Critérium des As 3:a i Paris-Saint-Étienne 5:a i Giro di Lombardia 5:a i Genua-Nice 6:a i Milano-Sanremo 1922 Vinnare av Paris-Tours Vinnare av Paris-Nancy Vinnare av Circuit de Paris 4:a i Ronde van Vlaanderen 10:a i Paris-Roubaix | 1923 Vinnare totalt av Tour de France Vinnare av etapperna 3, 10 och 11 2:a i Grand Prix Wolber 3:a vid Franska mästerskapen på landsväg 6:a i Critérium des As 9:a i Paris-Roubaix 1924 2:a totalt i Baskien runt Vinnare av etapp 2 2:a vid Franska mästerskapen på landsväg 2:a i Grand Prix Wolber 3:a i Critérium des As 5:a i Paris-Roubaix 1925 7:a i Paris-Roubaix 1926 6:a i Paris-Roubaix |